# ذو قدم المجرفة
ذو قدم المجرفة (الاسم العلمي: Scaphiopus)، جنس من البرمائيات في أمريكا الشمالية يشار إليه عادًة باسم ذو قدم المجرفة أمريكا الشمالية أو ذو قدم المجرفة الجنوبي أو علاجيم قدم المجرفة الشرقية. وهي تختلف أختلافًا كبيرًا عن فصيلة الضفادع الحقيقية من الناحية الشكلية.